# Pompeia Celerina
 (juin 2022).
La mise en forme du texte ne suit pas les recommandations de Wikipédia : il faut le « wikifier ».
Les points d'amélioration suivants sont les cas les plus fréquents. Le détail des points à revoir est peut-être précisé sur la page de discussion.
- Les titres sont pré-formatés par le logiciel. Ils ne sont ni en capitales, ni en gras.
- Le texte ne doit pas être écrit en capitales (les noms de famille non plus), ni en gras, ni en italique, ni en « petit »…
- Le gras n'est utilisé que pour surligner le titre de l'article dans l'introduction, une seule fois.
- L'italique est rarement utilisé : mots en langue étrangère, titres d'œuvres, noms de bateaux, etc.
- Les citations ne sont pas en italique mais en corps de texte normal. Elles sont entourées par des guillemets français : « et ».
- Les listes à puces sont à éviter, des paragraphes rédigés étant largement préférés. Les tableaux sont à réserver à la présentation de données structurées (résultats, etc.).
- Les appels de note de bas de page (petits chiffres en exposant, introduits par l'outil «  Source ») sont à placer entre la fin de phrase et le point final[comme ça].
- Les liens internes (vers d'autres articles de Wikipédia) sont à choisir avec parcimonie. Créez des liens vers des articles approfondissant le sujet. Les termes génériques sans rapport avec le sujet sont à éviter, ainsi que les répétitions de liens vers un même terme.
- Les liens externes sont à placer uniquement dans une section « Liens externes », à la fin de l'article. Ces liens sont à choisir avec parcimonie suivant les règles définies. Si un lien sert de source à l'article, son insertion dans le texte est à faire par les notes de bas de page.
- La présentation des références doit suivre les conventions bibliographiques. Il est recommandé d'utiliser les modèles {{Ouvrage}}, {{Chapitre}}, {{Article}}, {{Lien web}} et/ou {{Bibliographie}}. Le mode d'édition visuel peut mettre en forme automatiquement les références.
- Insérer une infobox (cadre d'informations à droite) n'est pas obligatoire pour parachever la mise en page.

Pour une aide détaillée, merci de consulter Aide:Wikification.
Si vous pensez que ces points ont été résolus, vous pouvez retirer ce bandeau et améliorer la mise en forme d'un autre article.
Pompeia Celerina est une femme de l’ordre sénatorial romain qui a vécu à la fin du premier siècle de notre ère et au début du deuxième siècle. Son père est probablement L. Pompeius Vopiscus C. Arruntius Catellius Celer. Il a été  consul suffect en 92 sous Domitien. 
Pompeia Celerina est la première destinatrice de Pline le Jeune. Dans les trois premiers livres de la Correspondance¸ elle semble être la femme avec qui Pline le Jeune entretient la relation la plus importante . Elle apparaît dans sa correspondance dès la quatrième lettre du livre I, qui lui est adressée.
Elle est la mère de la première épouse (ou deuxième épouse) de Pline le Jeune, bien que l’on assume qu’elle est la mère de la première ou deuxième épouse de Pline le Jeune et ainsi, la belle-mère de celui-ci.

## Biographie
Pompeia Celerina est née au ier siècle de notre ère. Elle est la fille de l’un des  consuls suffects de 92 : L. Pompeius Vopiscus C. Arruntius Catellius Celer. 
Elle s’est mariée deux fois. Son premier mari semble être L. Venuleius Montanus Apronianus. Elle a possiblement eu avec lui deux enfants, un fils nommé L. Venuleius Apronianus Octavius Priscu, qui devient consul en 123 et proconsul de la province d’Asie, et une fille qui se nomme probablement Venuleia. Il est, en effet, assez commun qu’une fille prenne comme nom le nom de sa gens ; la fille de Pompeia Celerina appartient à la gens Venuleia. Pline le Jeune devient le gendre de Pompeia Celerina lorsqu’il se marie avec Venuleia .
Après ce premier mariage, Pompeia Celerina s’est mariée avec un sénateur romain nommé Q. Fulvius Gillo Bittius. Ce dernier a été consul suffect en 98. Il est également un ami de Pline le Jeune.
Pompeia Celerina a des moyens financiers importants. Elle possède plusieurs propriétés en Étrurie (dans l’Ombrie actuelle) à Ocriculum, à Narni, à Carsulae et à Pérouse .  Elle semble également posséder une importante fortune .
Après la mort de sa fille, probablement avant 96, elle conserve des liens importants avec son ancien gendre.

## Lien avec Pline le Jeune
Le lien entre Pline le Jeune et Pompeia Celerina est un lien familial important qui continue après la mort de la fille de Pompeia Celerina.  Cette dernière permet à son ancien gendre d’utiliser ses propriétés et Pline le Jeune souhaite qu’elle puisse faire de même avec les siennes. Il semble ainsi avoir une relation presque égalitaire. De plus, Pline le Jeune explique dans la lettre III, 19 qu’il peut utiliser l’argent de Pompeia Celerina pour s’acheter une propriété d’une valeur de trois millions de sesterces. Le lien qu’il a avec elle lui laisse ainsi des possibilités économiques. Enfin, Pline le Jeune continue de l’appeler socrus (belle-mère) même après s’être marié avec Calpurnia. 
Ainsi, Pompeia Celerina et Pline le Jeune conservent un lien familial assez fort tout au long de leur relation. 

#### Éditions et traductions
- Pline le Jeune, Lettres. Livres I-III, traduction Hubert Zehnacker, Paris, Les Belles Lettres, 2009.
- Pline le Jeune, Lettres. Livres IV-VI, traduction Hubert Zehnacker et Nicole Mèthy, Paris, Les Belles Lettres, 2011.
- Pline le Jeune, Lettres. Livres VII-IX, traduction Hubert Zehnacker et Nicole Mèthy, Paris, Les Belles Lettres, 2012.
- Pline le Jeune, Lettres. Livre X, traduction Hubert Zehnacker et Nicole Mèthy, Paris, Les Belles Lettres, 2017.

#### Études
- Adrian Nicholas Sherwin-White, The Letters of Pliny : A Historical and Social Commentary, Oxford, Clarendon Press, 1966.
- Jacqueline M. Carlon, Pliny's Women : Constructing Virtue and Creating Identity in the Roman World, Cambridge, Cambridge University Press, 2008.
- Nicole Mèthy, Les Lettres de Pline le Jeune. Une représentation de l'Homme, Paris, PUPS, 2007.